# Stevens (automobilismo)
Stevens è stato un costruttore americano di auto da corsa presente nelle gare statunitensi dagli anni 1930 agli anni 1960.
Tra il 1950 e il 1960 la 500 Miglia di Indianapolis faceva parte del Campionato mondiale di Formula 1, per questo motivo la Stevens ha all'attivo anche 6 Gran Premi con una pole-position in F1 grazie a Jerry Hoyt nel 1955.